# Слобідська сільська рада (Базарський район)
Слобідська сільська рада (деколи — Віслоцька сільська рада, до 1946 року — Слободо-Віслоцька сільська рада, або Слободо-Вислоцька сільська рада) — колишня адміністративно-територіальна одиниця та орган місцевого самоврядування в Базарському районі Коростенської і Волинської округ, Київської та Житомирської областей Української РСР з адміністративним центром у селі Слобода.

## Населені пункти
Сільській раді на момент ліквідації були підпорядковані населені пункти:
- с. Малинка
- с. Слобода

## Населення
Станом на 1 жовтня 1941 року в сільраді налічувалось 130 дворів з 481 мешканцем в них, в тому числі: чоловіків — 192 та жінок — 259.

## Історія та адміністративний устрій
Створена 5 серпня 1925 року, як Слободо-Віслоцька сільська рада (за іншими даними — 21 жовтня 1925 року, як Віслоцька сільська рада), в с. Слобода Віслоцька Калинівської сільської ради Базарського району Коростенської округи. 13 серпня 1927 року до складу ради включено с. Малинку Недашківської сільської ради та хутір Маленці Калинівської сільської ради Базарського району. Станом на 1 жовтня 1941 року х. Маленівка (Маленці) знятий з обліку населених пунктів.
7 червня 1946 року, відповідно до указу Президії Верховної ради УРСР «Про збереження історичних найменувань та уточнення і впорядкування існуючих назв сільрад і населених пунктів Житомирської області», сільську раду перейменовано на Слобідську через перейменування адміністративного центру на с. Слобода.
Станом на 1 вересня 1946 року сільрада входила до складу Базарського району Житомирської області, на обліку в раді перебували села Малинка та Слобода.
Ліквідована 11 серпня 1954 року, відповідно до указу Президії Верховної ради УРСР «Про укрупнення сільських рад по Житомирській області»; територію та населені пункти включено до складу Калинівської сільської ради Базарського району Житомирської області.